# Hüdai Ülker
Hüdai Ülker (* 1951 in Štip, Mazedonien) ist ein in Deutschland lebender Romanautor und Erzähler deutscher und türkischer Sprache.

## Leben
Nach einer Maschinenschlosserlehre in Izmir studierte er nach dem Nachholen seiner Hochschulreife in Berlin Betriebswirtschaft an der Anadolu Üniversitesi in Eskişehir. Seit 1985 gehört er dem Verband deutscher Schriftsteller (VS) als Mitglied in Berlin an. Er veröffentlichte ab den 1980er Jahren in deutschen Zeitschriften und 1985 auch einen eigenständigen auf Deutsch verfassten Erzählband: Meyhane; ansonsten türkischsprachige Werke, jedoch oft mit deutschen Themen, in der Türkei.

## Veröffentlichungen

### Türkisch
- Gurbet insanları (dt.: Die Menschen in der Fremde). Roman. Izmir : Sanat-Koop Yayınları, 1983.
- Belgrad liegt hinter diesem Berg, Erzählungen 1985
- Annelieses Aufstand, Erzählungen 1988
- Ruhlar krali (dt.: König der Geister). Roman 1996. Izmir : Anadolu Matbaacilik, 1996

### Deutsch
- Meyhane. Zwei Erzählungen; Express Edition Berlin, 1986. ISBN 3-88548-364-5

## Auszeichnungen
- Literaturpreis der Volkshochschule Tiergarten/Kreuzberg, Berlin 1982
- Literaturpreis für Siemens-Mitarbeiter, Berlin 1988